# 波蘭國會建築群

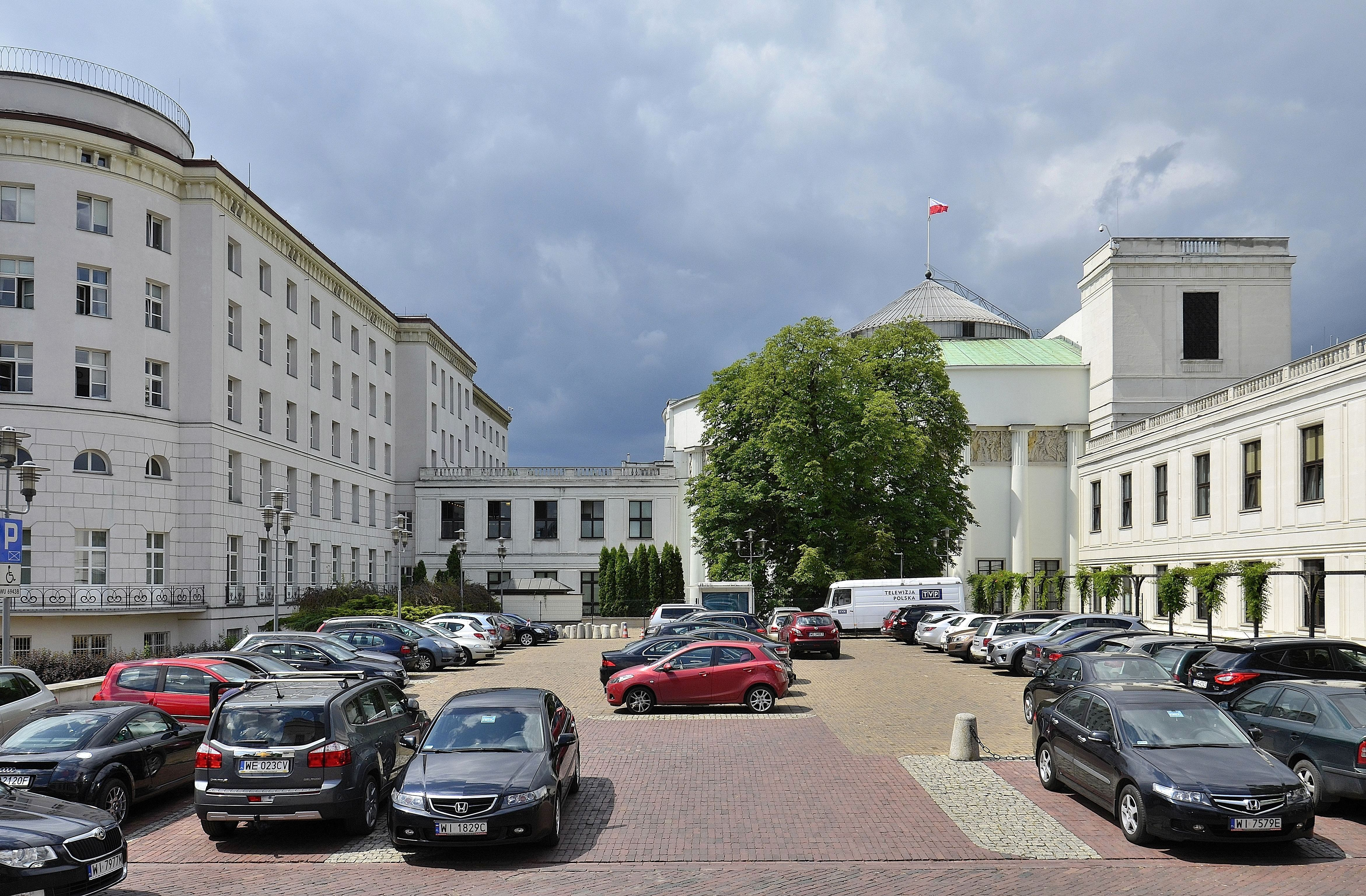
波蘭國會建築群

波蘭國會建築群（波蘭語：Kompleks budynków Sejmu Rzeczypospolitej Polskiej）是位於波蘭首都華沙的建築群，是波蘭眾議院和波蘭參議院的辦公地點。該建築群自1918年波蘭第二共和國獨立之後開始修建。